# Kladurovo
Kladurovo (em cirílico:Кладурово) é uma vila da Sérvia localizada no município de Petrovac na Mlavi, pertencente ao distrito de Braničevo, na região de Mlava. A sua população era de 476 habitantes segundo o censo de 2002.

## Demografia
| 1948  | 1953  | 1961  | 1971 | 1981 | 1991 | 2002 |
| ----- | ----- | ----- | ---- | ---- | ---- | ---- |
| 1 062 | 1 026 | 1 035 | 940  | 857  | 796  | 476  |